# 1809 Прометеј
1809 Прометеј (енгл. 1809 Prometheus) је астероид главног астероидног појаса чија средња удаљеност од Сунца износи 2,926 астрономских јединица (АЈ).
Апсолутна магнитуда астероида је 12,1.